# Solveig Rogstad
Solveig Rogstad (* 31. Juli 1982) ist eine ehemalige norwegische Biathletin.

## Sportliche Karriere
Solveig Rogstad nahm zwischen 2001 und 2003 jährlich an den Junioren-Weltmeisterschaften im Biathlon teil. Ihre besten Ergebnisse erreichte sie schon bei ihrer ersten Teilnahme 2001 in Chanty-Mansijsk. Hier wurde sie Vierte im Sprint, Zehnte in der Verfolgung und Fünfte mit der norwegischen Staffel. Seit 2003 trat sie auch im Europacup an, verbesserte sich dort zwar langsam aber stetig. 2004 konnte Rogstad in Östersund erstmals im Biathlon-Weltcup antreten und wurde 72. im Sprint. In Kontiolahti konnte sie zu Beginn der Saison 2007/08 in einem Sprintrennen als 20. erstmals Weltcuppunkte erringen. Im anschließenden Verfolgungsrennen lief sie als Siebte erstmals unter die Besten zehn. Ihr bisher größter Erfolg war ein Sieg in der Verfolgung in Ruhpolding 2008. Sechs ihrer neun Top-Ten-Ergebnisse erreichte sie in dieser Saison und wurde 14. der Gesamtwertung. Zudem nahm Rogstad 2008 erstmals an den Biathlon-Weltmeisterschaften teil. In Östersund wurde die Norwegerin Zehnte im Einzel, 15. im Sprint, 24. der Verfolgung, 16. im Massenstart und Sechste mit der Staffel. Zum zweiten Mal trat sie im Jahr darauf in Pyeongchang an und erreichte im Einzel Rang 43, wurde im Sprint 24., 23. der Verfolgung und Elfte im Staffelrennen. Solveig Rogstad nahm an den Olympischen Winterspielen 2010 teil. Ihr bestes Resultat war der 61. Platz im Einzel. Mit der Staffel belegte sie Rang vier.
Im November 2011 erklärte Rogstad den Rücktritt vom Leistungssport, um ein Medizinstudium zu beginnen.

## Biathlon-Weltcup-Platzierungen
Die Tabelle zeigt alle Platzierungen (je nach Austragungsjahr einschließlich Olympische Spiele und Weltmeisterschaften).
- 1.–3. Platz: Anzahl der Podiumsplatzierungen
- Top 10: Anzahl der Platzierungen unter den ersten zehn (einschließlich Podium)
- Punkteränge: Anzahl der Platzierungen innerhalb der Punkteränge (einschließlich Podium und Top 10)
- Starts: Anzahl gelaufener Rennen in der jeweiligen Disziplin
- Staffel: inklusive Mixed- und Single-Mixed-Staffeln

| Platzierung                      | Einzel | Sprint | Verfolgung | Massenstart | Staffel | Gesamt |
| -------------------------------- | ------ | ------ | ---------- | ----------- | ------- | ------ |
| 1. Platz                         |        |        | 1          |             | 2       | 3      |
| 2. Platz                         |        |        |            | 1           | 1       | 2      |
| 3. Platz                         |        |        |            |             | 1       | 1      |
| Top 10                           | 2      | 3      | 3          | 1           | 11      | 20     |
| Punkteränge                      | 3      | 14     | 13         | 6           | 12      | 48     |
| Starts                           | 7      | 23     | 13         | 6           | 12      | 61     |
| Stand: nach der Saison 2010/2011 |        |        |            |             |         |        |